# Medina barbata
Medina barbata là một loài ruồi trong họ Tachinidae.